# Deluge (logiciel)
Pour les articles homonymes, voir Déluge.
Deluge est un logiciel client BitTorrent libre, sous licence GNU GPL. Il est basé sur Python et GTK+. Le programme utilise la bibliothèque C++ libtorrent comme sa propre interface pour la fonctionnalité du réseau torrent à travers les propres liaisons Python du projet.

## Fonctionnalités
Deluge supporte beaucoup de fonctionnalités comme :
- BitTorrent protocol encryption
- Table de hachage distribuée (compatible avec Mainline)
- Découvertes des pairs locaux[4]
- Prise en charge de l'extension FAST[5]
- Gestion de l'UPnP
- NAT Port Mapping Protocol
- Gestion des proxy
- Réglage de la bande passante
- Gestion des Plugins
- Protection par mot de passe
- Ajout de lien torrent par RSS avec le plugin flexget[6]
- Connexion à distance
- Liens magnets

## Préférences

### Bande passante
Deluge permet de régler l'utilisation de la bande passante réseau pour la totalité du logiciel ou en fonction de chaque torrent. À savoir le nombre de connexions maximales et les vitesses de téléchargement et d'envoi.

### Daemon

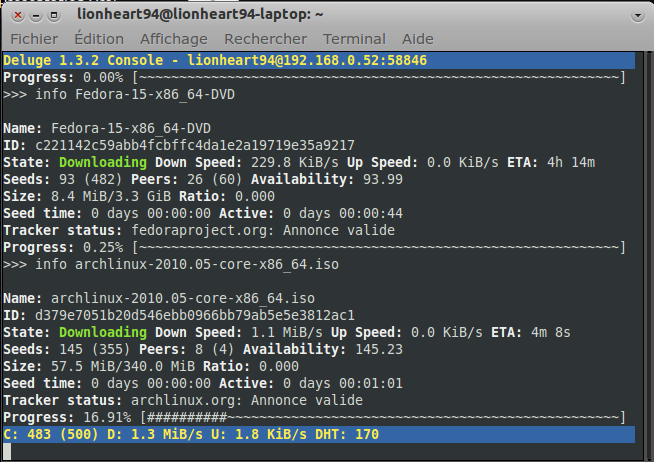
Interface ligne de commande deluge 1.3.2 sous Ubuntu.

Deluge permet l'utilisation d'un daemon. Ce dernier permet le contrôle à distance afin d'ajouter d'autres torrents ou de consulter l'avancement des téléchargements.
Pour cela, le choix est possible entre trois interfaces utilisateurs. Une interface Web (WebUI), une interface en ligne de commande (CLI) et une interface graphique (GUI) en GTK+.

### Greffons
Ce logiciel permet l'utilisation de greffons (plugins). Il est par exemple possible d'ajouter un plugin de type « liste noire » permettant de bloquer les adresses IP malveillantes. Ce greffon utilise au choix les « blocklist (liste d'adresses IP à bloquer) » de PeerGuardian, SafePeer ou Emule.